# 대한민국의 여자 배우 목록
다음은 대한민국의 여자 배우 목록이다.

## A-Z
- JOO (가수)
- Kei (가수)
- NC.A

## ㄱ
- 가득희
- 가인
- 가희
- 간미연
- 갈소원
- 강다현
- 강래연
- 강말금
- 강미나
- 강민경
- 강민아
- 강별
- 강부자
- 강성연
- 강세정
- 강소라
- 강수연
- 강수진 (여자 성우)
- 강승현
- 강예서
- 강예원
- 강은비
- 강은진
- 강지영
- 강한나
- 강혜정
- 견미리
- 경수진
- 고두심
- 고민시
- 고보결
- 고성희
- 고소영
- 고수희
- 고아라
- 고아성
- 고우리
- 고원희
- 고윤정
- 고은미
- 고은아 (1946년)
- 고은아 (1988년)
- 고주연
- 고준희
- 고현정
- 공민정
- 공승연
- 공현주
- 공효진
- 곽선영
- 곽지민
- 곽현화
- 구재이
- 구하라
- 구혜선
- 권나라 (배우)
- 권민아
- 권소현 (배우)
- 권소현
- 권은빈
- 권은수
- 권희덕
- 그레이스 박
- 금보라
- 금새록
- 기희현
- 길은혜
- 길해연
- 김가연
- 김가영 (1991년)
- 김가은 (1989년 1월)
- 김고은
- 김국희
- 김규리 (1979년 6월)
- 김규리 (1979년 8월)
- 김꽃비
- 김나영 (방송인)
- 김나운
- 김남주 (가수)
- 김남주 (배우)
- 김다미
- 김다솜 (배우)
- 김도연 (가수)
- 김미경 (배우)
- 김미수
- 김미숙 (배우)
- 김민서 (1984년)
- 김민서 (2009년)
- 김민영 (배우)
- 김민정 (1982년)
- 김민주 (가수)
- 김민지 (배우)
- 김민희 (1982년)
- 김보경 (1976년)
- 김보라 (배우)
- 김보미 (1987년)
- 김보연
- 김사랑 (배우)
- 김새론
- 김새벽
- 김서라
- 김서영 (성우)
- 김서형
- 김선아
- 김선영 (1976년)
- 김선영 (1980년)
- 김설현
- 김성경 (방송인)
- 김성경 (배우)
- 김성령
- 김성은 (1983년)
- 김성은 (1991년)
- 김세아
- 김세정
- 김소연 (1980년)
- 김소은
- 김소이 (1980년)
- 김소진 (배우)
- 김소현 (1975년)
- 김소현 (1999년)
- 김소혜
- 김소희 (2000년)
- 김수미
- 김수안 (2006년)
- 김수정 (2004년)
- 김수진 (1974년)
- 김숙
- 김슬기 (배우)
- 김시운
- 김시은 (2000년)
- 김신영
- 김아중
- 김여진
- 김영란 (배우)
- 김영선 (1971년)
- 김영아 (1985년)
- 김영애
- 김영옥 (배우)
- 김영희 (희극인)
- 김예령
- 김예원 (1987년)
- 김예원 (1989년)
- 김예원 (1997년)
- 김예은 (1996년)
- 김옥빈
- 김용림
- 김원희
- 김유리 (1984년)
- 김유미 (1979년)
- 김유미 (2012년 미스코리아)
- 김유빈 (2005년)
- 김유정 (배우)
- 김윤서
- 김윤아
- 김윤지 (배우)
- 김윤진
- 김윤혜
- 김을동
- 김이경 (1997년)
- 김이삭 (가수)
- 김이지
- 김자옥
- 김재경 (연예인)
- 김재화 (배우)
- 김정난
- 김정영
- 김정은 (배우)
- 김정화 (1983년)
- 김주령
- 김주리
- 김주현 (배우)
- 김지미
- 김지민 (배우)
- 김지민 (희극인)
- 김지성 (1996년)
- 김지수 (1972년)
- 김지영 (1938년)
- 김지영 (1974년)
- 김지영 (2005년)
- 김지영 (성우)
- 김지우 (1983년)
- 김지원 (배우)
- 김지은 (1993년)
- 김지인 (배우)
- 김지현 (가수)
- 김지현 (배우)
- 김지호 (배우)
- 김진경
- 김진이 (배우)
- 김태리
- 김태연 (배우)
- 김태희
- 김하늘
- 김하연 (2010년)
- 김하은 (배우)
- 김해숙
- 김향기
- 김현 (배우)
- 김현수 (2000년)
- 김현숙 (1978년)
- 김현주 (1977년)
- 김혜리 (배우)
- 김혜선 (배우)
- 김혜수
- 김혜옥
- 김혜윤
- 김혜은
- 김혜인
- 김혜자
- 김혜준
- 김혜진 (1975년)
- 김호정 (1968년)
- 김환희
- 김효진 (배우)
- 김희선
- 김희애
- 김희정 (1970년)
- 김희정 (1992년)

## ㄴ
- 나나 (배우)
- 나르샤
- 나문희
- 나영희
- 나윤선
- 나해령
- 나현희
- 나혜미
- 남규리
- 남기애
- 남보라
- 남상미
- 남상지
- 남정임
- 남지현 (1990년)
- 남지현 (배우)
- 낸시 (가수)
- 노사연
- 노정의
- 니콜 (1991년)

## ㄷ
- 다나 (가수)
- 다원 (여자 가수)
- 달수빈
- 도금봉
- 도지원

## ㄹ
- 라미란
- 루나 (대한민국의 가수)
- 류세라
- 류수정
- 류원 (배우)
- 류현경
- 류혜린
- 류혜영
- 류화영
- 리사 (대한민국의 가수)
- 리세 (가수)
- 린아
- 림킴

## ㅁ
- 마거릿 조
- 마야 (가수)
- 메이비 (가수)
- 명세빈
- 명지연
- 문가영
- 문근영
- 문남숙
- 문별
- 문선희
- 문소리
- 문예원
- 문정희 (배우)
- 문지인
- 문채원
- 문희 (배우)
- 문희경
- 미연
- 민 (가수)
- 민도희
- 민영원
- 민지현
- 민효린

## ㅂ
- 바다 (가수)
- 박경리 (가수)
- 박경림
- 박경혜 (배우)
- 박규리
- 박규영
- 박그리나
- 박나래
- 박미선
- 박민영
- 박민지
- 박민하 (2007년)
- 박보영
- 박사랑 (배우)
- 박산다라
- 박서연 (2002년)
- 박선영 (1976년생 배우)
- 박선영 (성우)
- 박세영 (배우)
- 박세완
- 박소담
- 박소라
- 박소이
- 박소진 (배우)
- 박소현 (배우)
- 박솔미
- 박수아
- 박수진
- 박시연
- 박시은 (1980년)
- 박신혜
- 박신희
- 박아인
- 박영린
- 박영희 (성우)
- 박예진
- 박원숙
- 박유나
- 박은빈
- 박은지 (방송인)
- 박은혜 (배우)
- 박인영 (1982년)
- 박정수 (배우)
- 박정아 (연예인)
- 박정연
- 박주미
- 박주현 (1994년)
- 박준금
- 박지수 (1988년)
- 박지아
- 박지영 (1969년)
- 박지윤 (가수)
- 박지현 (배우)
- 박지후
- 박진주
- 박진희 (배우)
- 박초롱
- 박하나
- 박하선
- 박한별
- 박한솔 (배우)
- 박해미
- 박혜수
- 박환희
- 박효주
- 박희본
- 박희정 (1988년)
- 박희진
- 반세정
- 반효정
- 방민아
- 방은진
- 방은희
- 배그린
- 배누리
- 배다빈
- 배두나
- 배슬기
- 배우희
- 배윤경
- 배정민
- 배종옥
- 배해선
- 백다은
- 백서이
- 백아연
- 백옥담
- 백은혜 (1986년)
- 백지원 (배우)
- 백진희
- 백현주 (1970년)
- 변정수
- 보나 (1995년)
- 보람
- 보아
- 비비 (대한민국의 가수)

## ㅅ
- 샤넌 (가수)
- 서민정
- 서승아
- 서신애
- 서영 (배우)
- 서영희 (배우)
- 서예지
- 서예화
- 서우
- 서유리
- 서은수
- 서은아
- 서인영
- 서정 (배우)
- 서정연
- 서지영 (배우)
- 서지혜
- 서지희
- 서현 (1991년)
- 서현진 (배우)
- 서혜원
- 서효림
- 선데이 (가수)
- 선우선
- 선우용여
- 선우은숙
- 설리 (1994년)
- 설인아
- 성유리
- 성현아
- 소리 (1990년)
- 소연 (1987년)
- 소유진
- 소이현
- 소주연
- 소희 (1995년)
- 소희정
- 손나은
- 손담비
- 손성윤
- 손세빈
- 손여은
- 손예진
- 손은서
- 손지나
- 손태영
- 솔빈
- 송도영
- 송미진
- 송선미
- 송신도
- 송옥숙
- 송유정
- 송유현 (1983년)
- 송윤아
- 송지은 (가수)
- 송지효
- 송하윤
- 송혜교
- 수애
- 수영 (1990년)
- 수지 (배우)
- 수현 (배우)
- 스테파니 (대한민국의 가수)
- 스테파니 리
- 슬기
- 승효빈
- 승희
- 시연 (가수)
- 시은 (2001년)
- 신다은
- 신도현 (배우)
- 신동미
- 신린아
- 신민아
- 신보라 (배우)
- 신보라
- 신비 (1998년)
- 신세경
- 신세휘
- 신소율
- 신수연
- 신애 (배우)
- 신애라
- 신영숙
- 신예은
- 신은경 (배우)
- 신은수
- 신은정
- 신이
- 신지 (가수)
- 신지수 (1985년)
- 신지원
- 신지훈
- 신현빈
- 신혜선
- 신혜정
- 심달기
- 심은경
- 심은우
- 심은진
- 심은하
- 심이영
- 심혜진
- 써니 (1989년)

## ㅇ
- 아린
- 아유미 (연예인)
- 아이디 (가수)
- 아이린 (가수)
- 아이비 (가수)
- 아이유
- 안다 (가수)
- 안서현
- 안소영 (배우)
- 안소희
- 안영미 (희극인)
- 안은진
- 안인숙
- 안지현 (배우)
- 양금석
- 양미경
- 양유진 (1995년)
- 양정아
- 양진성
- 양혜지 (배우)
- 양희경
- 엄앵란
- 엄정화
- 엄지원
- 엄현경
- 엄현정
- 에일리
- 엑시
- 여민정 (성우)
- 여운계
- 연민지
- 연우 (배우)
- 염정아
- 염혜란
- 염홍
- 예리 (가수)
- 예린
- 예빈 (1997년)
- 예지원
- 오나라 (배우)
- 오승아
- 오아린
- 오아연
- 오연서
- 오연수
- 오연아
- 오윤아
- 오윤홍
- 오인혜
- 오주연
- 오지은 (배우)
- 오하영 (가수)
- 오현경 (1970년)
- 오혜원 (배우)
- 옥소리
- 옥예린
- 옥주현
- 왕빛나
- 왕지원
- 왕지혜
- 요조
- 우승연 (배우)
- 우혜림
- 우희진
- 원미경
- 원지안
- 원진아
- 웬디 (가수)
- 유나 (1992년)
- 유니 (가수)
- 유다인 (배우)
- 유라
- 유리 (1989년)
- 유민 (1979년)
- 유빈
- 유선 (배우)
- 유세례
- 유소영
- 유수영
- 유아 (가수)
- 유아라
- 유연미
- 유예빈
- 유은미
- 유이 (배우)
- 유인나
- 유인영
- 유지인
- 유진 (가수)
- 유채영
- 유하나
- 유해정
- 유혜리
- 유호정
- 윤미라
- 윤미림
- 윤보라
- 윤보미
- 윤복인
- 윤복희
- 윤사봉
- 윤세아
- 윤소이
- 윤소희
- 윤손하
- 윤승아
- 윤아
- 윤아정
- 윤여정
- 윤유선
- 윤은혜
- 윤정희 (1944년)
- 윤정희 (1980년)
- 윤주 (배우)
- 윤주희
- 윤지민
- 윤지유
- 윤지혜 (배우)
- 윤진서
- 윤진이
- 윤하
- 윤해영 (배우)
- 은하 (가수)
- 이가령
- 이가현
- 이경미
- 이고은 (배우)
- 이국주
- 이나라
- 이나영
- 이나은 (가수)
- 이난영
- 이다인 (1985년)
- 이다인 (1992년)
- 이다해
- 이다희 (배우)
- 이레 (배우)
- 이미도 (배우)
- 이미숙
- 이미연 (배우)
- 이미영 (배우)
- 이미주
- 이민영 (배우)
- 이민정
- 이민지 (1988년)
- 이민지 (미스코리아)
- 이보람 (가수)
- 이보영 (배우)
- 이보희
- 이봉련
- 이비 (가수)
- 이빛나
- 이상희 (배우)
- 이서안
- 이선빈
- 이설 (1989년생 배우)
- 이설 (1993년생 배우)
- 이성경
- 이세나
- 이세미 (1984년)
- 이세영 (배우)
- 이세영 (희극인)
- 이세은 (배우)
- 이세희 (배우)
- 이소연 (배우)
- 이솜
- 이수경 (1982년)
- 이수경 (1996년)
- 이수민 (1984년)
- 이수민 (2001년)
- 이수영
- 이수지 (가수)
- 이수현 (1999년)
- 이승연 (1977년 1월)
- 이승연
- 이시아
- 이시연 (1980년)
- 이시영 (배우)
- 이시우 (여자 배우)
- 이시원 (배우)
- 이아진 (배우)
- 이아현
- 이애정
- 이언정 (1977년)
- 이엘
- 이엘리야
- 이연두
- 이연희
- 이열음
- 이영아 (배우)
- 이영애
- 이영유
- 이영은 (1982년)
- 이영자
- 이영진 (배우)
- 이예현
- 이요원
- 이용신
- 이유리 (배우)
- 이유미 (배우)
- 이유비
- 이유영
- 이유진 (1977년)
- 이윤미
- 이윤지
- 이은성 (배우)
- 이은주
- 이응경
- 이인혜
- 이일화
- 이자스민
- 이재인 (배우)
- 이정은 (1970년)
- 이정현 (1980년)
- 이주명
- 이주빈
- 이주연 (1987년)
- 이주영 (1987년)
- 이주영 (1992년)
- 이주우
- 이준하
- 이지아
- 이지영 (성우)
- 이지은 (1971년)
- 이지하
- 이지현 (1983년)
- 이지혜
- 이진 (1980년)
- 이진아 (가수)
- 이채경
- 이채미
- 이채영 (배우)
- 이청미
- 이청아
- 이초희
- 이칸희
- 이태란
- 이태임
- 이하나
- 이하늬
- 이하윤 (1991년)
- 이항나
- 이해리
- 이해인 (가수)
- 이현주 (배우)
- 이혜숙
- 이혜영 (1962년)
- 이혜영 (1971년)
- 이혜인 (배우)
- 이호정 (배우)
- 이화겸
- 이화시
- 이효리
- 이휘향
- 이희진 (배우)
- 임나영
- 임도화
- 임세미
- 임수정 (배우)
- 임수향
- 임예진
- 임은경
- 임이지
- 임정은
- 임주은
- 임지연
- 임지은
- 임화영

## ㅈ
- 장나라
- 장도연
- 장미인애
- 장미희
- 장서희
- 장소연 (배우)
- 장신영
- 장영남
- 장영란
- 장윤정
- 장윤주
- 장자연
- 장정희
- 장진영 (배우)
- 장혜진 (배우)
- 장희령
- 장희진 (1983년)
- 전도연
- 전미도
- 전미선
- 전민서
- 전소니
- 전소미
- 전소민
- 전수경
- 전수진
- 전여빈
- 전옥
- 전익령
- 전인화
- 전종서
- 전지윤
- 전지현
- 전혜빈
- 전혜진 (1976년)
- 전혜진 (1988년)
- 전효성
- 정가은
- 정남 (성우)
- 정다빈 (1980년)
- 정다빈 (2000년)
- 정다은 (1994년)
- 정다혜 (1985년)
- 정려원
- 정미숙
- 정민아 (배우)
- 정소민
- 정수영 (배우)
- 정아
- 정애리
- 정연주 (배우)
- 정우연 (배우)
- 정유미 (1983년)
- 정유미 (1984년)
- 정유진 (배우)
- 정윤희
- 정은지
- 정은채
- 정인서
- 정인선
- 정재은 (배우)
- 정지소
- 정지윤 (배우)
- 정채연
- 정하나
- 정하담
- 정혜린
- 정혜선
- 정혜성
- 정혜영
- 정혜인
- 정호연
- 정화 (가수)
- 제시카 (1989년)
- 제이민 (1988년)
- 조미령 (1929년)
- 조미령 (1973년)
- 조민수 (배우)
- 조보아
- 조수민
- 조수향
- 조아영 (1991년)
- 조안 (배우)
- 조여정
- 조우리
- 조윤서
- 조윤희
- 조은숙
- 조은지
- 조이 (가수)
- 조이진
- 조이현 (1991년)
- 조이현 (1999년)
- 조정은 (1996년)
- 조현정 (성우)
- 조혜련
- 조혜주
- 주아름
- 주예림
- 주은 (가수)
- 주증녀
- 주해은
- 지수 (가수)
- 지연 (1993년)
- 지우 (배우)
- 지율 (가수)
- 지이수
- 지주연
- 지하윤
- 지헤라
- 진 윤
- 진경
- 진기주
- 진서연
- 진세연
- 진소연
- 진예솔
- 진예주
- 진지희
- 진희경

## ㅊ
- 차미경
- 차민지
- 차수연
- 차예련
- 차정원
- 차주영
- 차청화
- 차화연
- 채림
- 채민서
- 채빈 (배우)
- 채서진
- 채수빈
- 채시라
- 채연 (1978년)
- 채영인
- 채의진
- 채정안
- 천우희
- 초아
- 최강희 (배우)
- 최란
- 최리 (배우)
- 최명길 (배우)
- 최명빈
- 최배영
- 최성우 (성우)
- 최성은
- 최송현
- 최수린
- 최수은
- 최수인
- 최수진 (성우)
- 최여진
- 최예빈
- 최유정 (가수)
- 최유정 (배우)
- 최유진 (가수)
- 최유화
- 최윤소
- 최윤영 (1986년)
- 최은희 (배우)
- 최자혜
- 최정원 (1969년)
- 최정원 (1981년 4월)
- 최정윤
- 최지나
- 최지우
- 최진실
- 최한빛
- 최화정
- 최효은
- 최희서
- 추상미
- 추수현
- 추예진
- 추자현
- 치타 (가수)

## ㅋ
- 큐리
- 크리스탈 (가수)
- 클라라 (배우)
- 키썸

## ㅌ
- 태연
- 태현실
- 티파니 영

## ㅍ
- 파나틱스
- 표예진

## ㅎ
- 하니 (1992년생 가수)
- 하리수
- 하승리
- 하연수
- 하연주
- 하영
- 하유미 (배우)
- 하재숙
- 하주희
- 하지영
- 하지원
- 하희라
- 한가인
- 한경화
- 한고은
- 한그루
- 한나나
- 한다감
- 한다민
- 한보름
- 한보배
- 한선화
- 한소은
- 한소희
- 한수연
- 한승연
- 한여름 (1983년)
- 한예리
- 한예슬
- 한지민
- 한지안
- 한지완
- 한지은 (배우)
- 한지현 (배우)
- 한지혜
- 한채아
- 한채영
- 한태윤
- 한혜리
- 한혜린
- 한혜숙
- 한혜진 (배우)
- 한효주
- 함은정
- 핫펠트
- 허가윤
- 허영지
- 허율 (배우)
- 허이재
- 허정은
- 현영
- 현쥬니
- 혜리
- 혜이니
- 호란
- 홍리나
- 홍수아
- 홍수현
- 홍승희 (배우)
- 홍아름
- 홍여진
- 홍은희
- 홍인영
- 홍지윤 (배우)
- 홍진경
- 홍진영
- 홍화리
- 황금희
- 황보 (1980년)
- 황보라
- 황보름별
- 황석정
- 황선희
- 황수정 (배우)
- 황승언 (배우) (이화여자대학교 사범대학 부속초등학교, 연북중학교, 안양예술고등학교 졸업)
- 황신혜
- 황영희
- 황우슬혜
- 황은정
- 황은하
- 황인영
- 황정미
- 황정민 (여자 배우)
- 황정음
- 황지아
- 황지현
- 황하나
- 황현정 (배우)
- 황현희 (배우)
- 효민 (목일중학교, 신목고등학교 졸업)

## 같이 보기
- 대한민국의 텔레비전 드라마